# Lasioglossum rufotibiale
Lasioglossum rufotibiale är en biart som först beskrevs av Heinrich Friese 1925.  Lasioglossum rufotibiale ingår i släktet smalbin, och familjen vägbin. Inga underarter finns listade i Catalogue of Life.